# Gervaisia dobrogica
Gervaisia dobrogica är en mångfotingart som beskrevs av Ionel Grigore Tabacaru 1960. Gervaisia dobrogica ingår i släktet Gervaisia och familjen Doderiidae. Inga underarter finns listade i Catalogue of Life.